# Finestret

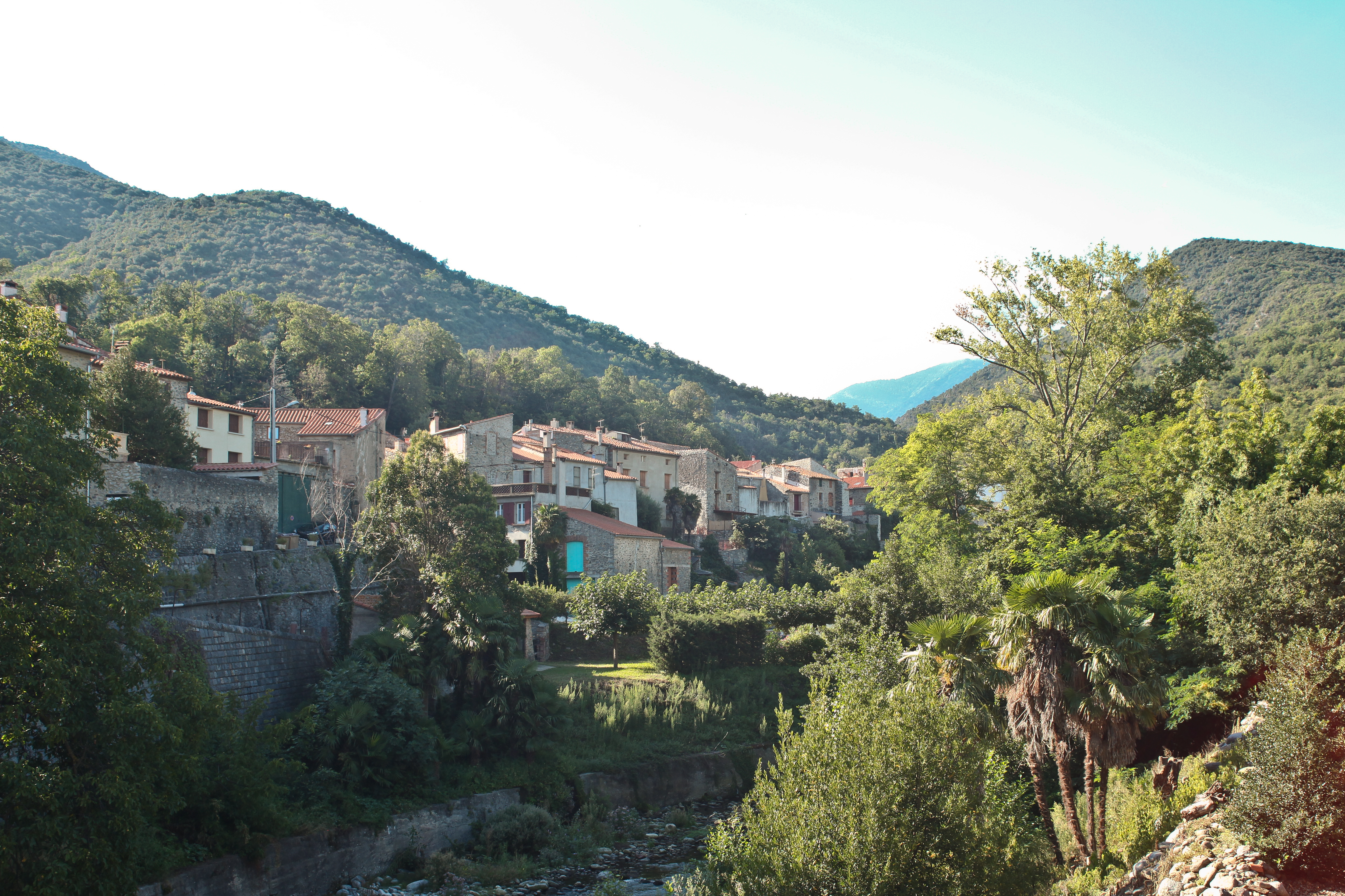
Finestret (2014)

Finestret (katalanisch gleichlautend) ist eine französische Gemeinde mit 201 Einwohnern (Stand 1. Januar 2022) im Département Pyrénées-Orientales in der Region Okzitanien. Sie gehört zum Arrondissement Prades und zum Kanton Le Canigou.

## Lage
Finestret liegt am Ufer der Lentilla, einem Zufluss der Têt. Nachbargemeinden sind Vinça im Norden, Joch im Osten, Glorianes im Südosten, Baillestavy im Süden, Estoher im Südwesten und Espira-de-Conflent im Westen.

## Bevölkerungsentwicklung
| Jahr      | 1962 | 1968 | 1975 | 1982 | 1990 | 1999 | 2013 |
| Einwohner | 227  | 196  | 154  | 143  | 124  | 135  | 194  |